# Xavier Hélary
Xavier Hélary, né le 11 mai 1976 à Pont-l'Abbé (Finistère), est un historien médiéviste français, spécialiste de la guerre au Moyen Âge et de la royauté française au XIIIe siècle. Il est professeur d'histoire du Moyen Âge à la faculté des lettres de Sorbonne Université et directeur d'études à l'École pratique des hautes études (section des sciences historiques et philologiques).

## Biographie
Ancien élève de l’École normale supérieure (L1996), Xavier Hélary est agrégé d’histoire (1999).
De 2001 à 2005, durant la préparation de sa thèse, il est détaché comme chargé de TD à l'université Paris-IV et chargé de recherche documentaire à l'Institut de recherche et d'histoire des textes.
Il soutient en 2004 une thèse intitulée L'ost de France : la guerre, les armées, la société politique au royaume de France (fin du règne de Saint Louis-fin du règne de Philippe le Bel), sous la direction de Jacques Verger, à l'université Paris-IV.
De 2005 à 2015, il est maître de conférences à l'université Paris-IV.
En 2013, il soutient son habilitation à diriger des recherches à l'université Paris-IV, intitulée « Recherches sur le pouvoir et la légitimité des rois de France (XIIIe – XVe siècles) ». Son garant est Dominique Barthélemy.
Entre 2015 et 2022, Xavier Hélary est professeur d’histoire médiévale à l’université Jean-Moulin-Lyon-III, dont il co-dirige, avec Yves Krumenacker, le département d'histoire entre 2016 et 2021.
Au printemps 2022, Xavier Hélary est élu professeur à Sorbonne-Université et directeur d'études cumulant à la section des sciences historiques et philologiques de l'EPHE ("Histoire de la guerre dans l'Occident médiéval").
En juillet 2022, le livre tiré du mémoire inédit de son habilitation à diriger des recherches (L’Ascension et la chute de Pierre de La Broce, chambellan du roi († 1278), Paris, Champion, 2021) reçoit le prix Augustin-Thierry de l'Académie française.

## Publications

### Ouvrages et contributions
- Jeanne d'Arc. Histoire et dictionnaire (avec Philippe Contamine et Olivier Bouzy), Paris, Éditions Robert Laffont, coll. « Bouquins », 2012, 1214 p. (ISBN 978-2-221-10929-8, présentation en ligne).
- L'armée du roi de France : la guerre de saint Louis à Philippe le Bel, Paris, Perrin, 2012, 325 p. (ISBN 978-2-262-04075-8, présentation en ligne), [présentation en ligne].
- Courtrai, 11 juillet 1302, Paris, Tallandier, coll. « L'histoire en batailles », 2012, 207 p. (ISBN 978-2-84734-731-9, présentation en ligne).
- La Dernière croisade. Saint Louis à Tunis, Paris, Perrin, 2016  (ISBN 9782262038199).
- avec Jean-François Nieus, Alain Provost et Marc Suttor, Les archives princières, XIIe-XVe siècles, Arras, Artois Presses Université, 2016.
- Les Templiers : Leur faux trésor, leur vraie puissance, Paris, First, coll. « Les dossiers interdits de l'Histoire », 2018, 256 p. (ISBN 978-2-412-03027-1).
- « Du royaume des Francs au royaume de France, Ve-XVesiècle », dans Hervé Drévillon et Olivier Wieworka (dir.), Histoire militaire de la France, Paris, Perrin, 2018, t. I, p. 17-144, 644-650 et 673-680.
- avec Alexis Charansonnet et Jean-Louis Gaulin, Lyon 1312. Rattacher la ville au royaume ?, Paris, CIHAM-Editions, "Mondes médiévaux", 2020.
- L’Ascension et la chute de Pierre de La Broce, chambellan du roi († 1278), Paris, Champion, 2021 (coll. Études d’histoire médiévale, 16).
- Marie Bouhaik-Gironès, Alexis Grélois et Xavier Hélary (dir.), Royauté, écriture et théâtre au Moyen Age. Mélanges en l'honneur d'Elisabeth Lalou, Mont Saint-Aignan, PURH, 2024.
- Xavier Hélary (dir.), Les seigneurs de Beaujeu, Xe-XVe siècle, Paris, CIHAM-Editions, "Mondes médiévaux", 2024.

### Articles
- Xavier Hélary, « Servir ? La noblesse française face aux sollicitations militaires du roi », Cahiers de recherches médiévales, 13, 2006 [lire en ligne]